# San Quintino (San Miniato)
San Quintino è una località del comune di San Miniato, in provincia di Pisa, Toscana.
Il piccolo borgo è situato su di un'altura tra le colline che dividono la Val d'Elsa dalla Val d'Egola, tra le località di Calenzano, Canneto, Cusignano e Marzana.

## Storia
Il borgo di San Quintino nacque in epoca alto-medievale e si sviluppò come nucleo castellano con chiesa parrocchiale. La località è menzionata per la prima volta in una pergamena conservata all'Archivio arcivescovile di Lucca del 2 agosto 991, dove si leggono allivellazioni da parte del vescovo di Lucca ai Lambardi di San Miniato dei beni della pieve di San Genesio posti in varie località, tra cui San Quintino (San Wintino). In una bolla di Celestino III del 1194 è citata la chiesa parrocchiale di San Quintino, dipendente dal piviere di San Genesio.
Nel 1369 il borgo si unì ad altri centri della zona per ribellarsi a San Miniato, per poi essere assoggettato nel 1370 dalla Repubblica di Firenze.
Nei secoli successivi, San Quintino si sviluppò come località agricola della campagna samminiatese. Nel 1551 sono censiti a San Quintino 116 abitanti, poi scesi a 89 nel 1745 e di poco aumentati a 112 nel 1833. In seguito allo spopolamento del borgo avvenuto nel secondo dopoguerra, a partire dal 1971 non è più censito.

## Monumenti e luoghi d'interesse
San Quintino si presenta ancora come un piccolo borgo fortificato e presenta al centro la chiesa di San Quintino, un tempo sede di parrocchia. Il titolo parrocchiale di San Quintino, in seguito all'abbandono del borgo, è stato trasferito presso la frazione samminiatese di San Donato negli anni ottanta del XX secolo.
Tra gli altri edifici, di particolare importanza sono la fattoria, ex castello di San Quintino, e le tre ville padronali.